# Irgendwo in der Nacht
Irgendwo in der Nacht (Originaltitel: Somewhere in the Night) ist ein in Schwarzweiß gedrehter Film noir von Joseph L. Mankiewicz aus dem Jahr 1946.

## Handlung
Gegen Ende des Zweiten Weltkriegs wacht der schwer verwundete Soldat George Taylor mit völligem Gedächtnisverlust und schweren Gesichtsverletzungen in einem Feldlazarett auf. Nach seiner körperlichen Genesung ist der Krieg vorbei und Taylor wird aus der Armee entlassen. Auf der Suche nach seiner eigenen Identität reist er nach Los Angeles, wo er laut Armeeunterlagen zuletzt gemeldet war. Seine einzige Spur ist eine mysteriöse an ihn gerichtete Notiz, die mit dem Namen „Larry Cravat“ unterzeichnet ist. Mithilfe zweier neuer Bekanntschaften, der Nachtclub-Sängerin Christy und des Barbesitzers Phillips, macht Taylor sich auf die Suche nach Cravat. Dieser entpuppt sich als mutmaßlicher Raubmörder, der vor Kriegsbeginn mit zwei Millionen Dollar untergetaucht ist. Durch seine Nachforschungen gerät Taylor ins Visier einiger zwielichtiger Gestalten, die ebenfalls auf der Suche nach Cravat sind, darunter der undurchsichtige Wahrsager Anzelmo. Nach und nach wird klar, dass Taylor irgendwie in den Raubmord verwickelt ist. Schließlich finden Taylor und Nancy die zwei Millionen in einem Versteck. Dabei stellt sich heraus, dass Taylor und Larry Cravat ein und dieselbe Person sind und er sich die ganze Zeit selbst gejagt hat. Der wahre Mörder gibt sich schließlich zu erkennen und will Taylor/Cravat töten, wird aber in letztem Moment von der Polizei gestoppt. Einer gemeinsamen Zukunft von Nancy und Cravat steht nichts mehr im Weg.

## Hintergrund
Der Film startete am 1. Juni 1946 in den Kinos der USA. In Deutschland kam er nicht in die Kinos, wurde aber am 27. November 1977 im Fernsehen uraufgeführt.

## Kritik
„Im ersten Drittel leidlich spannend, insgesamt zu unmotiviert und verworren. Inszenatorisch und darstellerisch durchschnittlich.“

„Irgendwo in der Nacht ist der Inbegriff des Amnesie-Noirs. Die Unwahrscheinlichkeiten des Drehbuchs werden durch die starken Darbietungen und Joseph L. Mankiewiczs exzellente Regie überwunden.“